# 霍洛鎮區 (北卡羅萊納州布拉登縣)
霍洛鎮區（英語：Hollow Township）是位於美國北卡羅萊納州布拉登縣的一個鎮區。

## 地方資料
霍洛鎮區的面積為116.54平方千米，皆為陸地。根據2020年美國人口普查的數據，當地共有人口1815人，而人口密度為每平方千米15.57人。